# Jos Hachmang
Jos Hachmang (Noordwijkerhout, 26 april 1957) is een Nederlandse kunstenaar, schilder en monumentaal beeldhouwer.

## Biografie
In 1980 studeerde hij af aan de Academie van Beeldende Kunsten in Rotterdam (thans Willem de Kooning Academie) en werd vervolgens benoemd tot 'First European Fellow of Painting' aan de Exeter College of Art and Design (tegenwoordig onderdeel van de University of Plymouth) te Exeter, waarna hij zich vestigde in Schiedam. Hier richtte hij onder andere een galerie op, om werk van generatiegenoten te tonen en begon een carrière in kunst in de openbare ruimte.
Kort daarna begon hij met lesgeven aan de afdeling Monumentale Vormgeving van de Koninklijke Academie van Beeldende Kunsten in Den Haag. In 2001 besloot hij zich weer volledig te wijden aan autonoom werk.
Vanaf zijn studietijd heeft hij veel geëxperimenteerd met automatisme, handschrift en systemen in af- of toename van oppervlakte of kleur - bijna Hard edge, Fundamentele schilderkunst. Hierop volgde een eclectische periode, onder invloed van het Wilde Schilderen van de jaren '80 en de Italiaanse Transavantgarde. Geschilderde voorstellingen van geometrische, architectonische vormen op grootformaat, verdienden een ruimtelijke vertaling. In die tijd ontstonden de eerste sculpturen, die het midden houden tussen science-fiction voertuigen, machineonderdelen en objecten die verband houden met de werelden van de techniek en industriële vormgeving.
Sinds 2017 richt hij zich op het construeren van modulair-opgebouwde beeldhouwwerken; ogenschijnlijk simpele constructies, gebaseerd op spiralende groeivormen uit de natuur, zoals desoxyribonucleïnerzuur (DNA).

## Werk in de openbare ruimte
Hachmang heeft verscheidene werken in de openbare ruimte gerealiseerd in onder andere Amsterdam, Rotterdam, Rijswijk en Middelharnis. In april 2009 ontwierp hij de beeldenreeks Triade in opdracht van de gemeente Zevenhuizen-Moerkapelle. Voor GGZ inGeest te Bennebroek maakte hij het beeld Free Flight/Walk/Ride in 2011. In 2014 is de opdracht Rode Zon gerealiseerd in zijn geboortedorp Noordwijkerhout. Dit beeldhouwwerk bestaat uit twee delen en verbindt Noordwijkerhout met zusterstad Hirado, Japan (in uitvoering), door een denkbeeldige verbindingslijn dwars door de aarde te trekken. Dit verklaart de vreemde stand van de beelden ten opzichte van de horizon. 

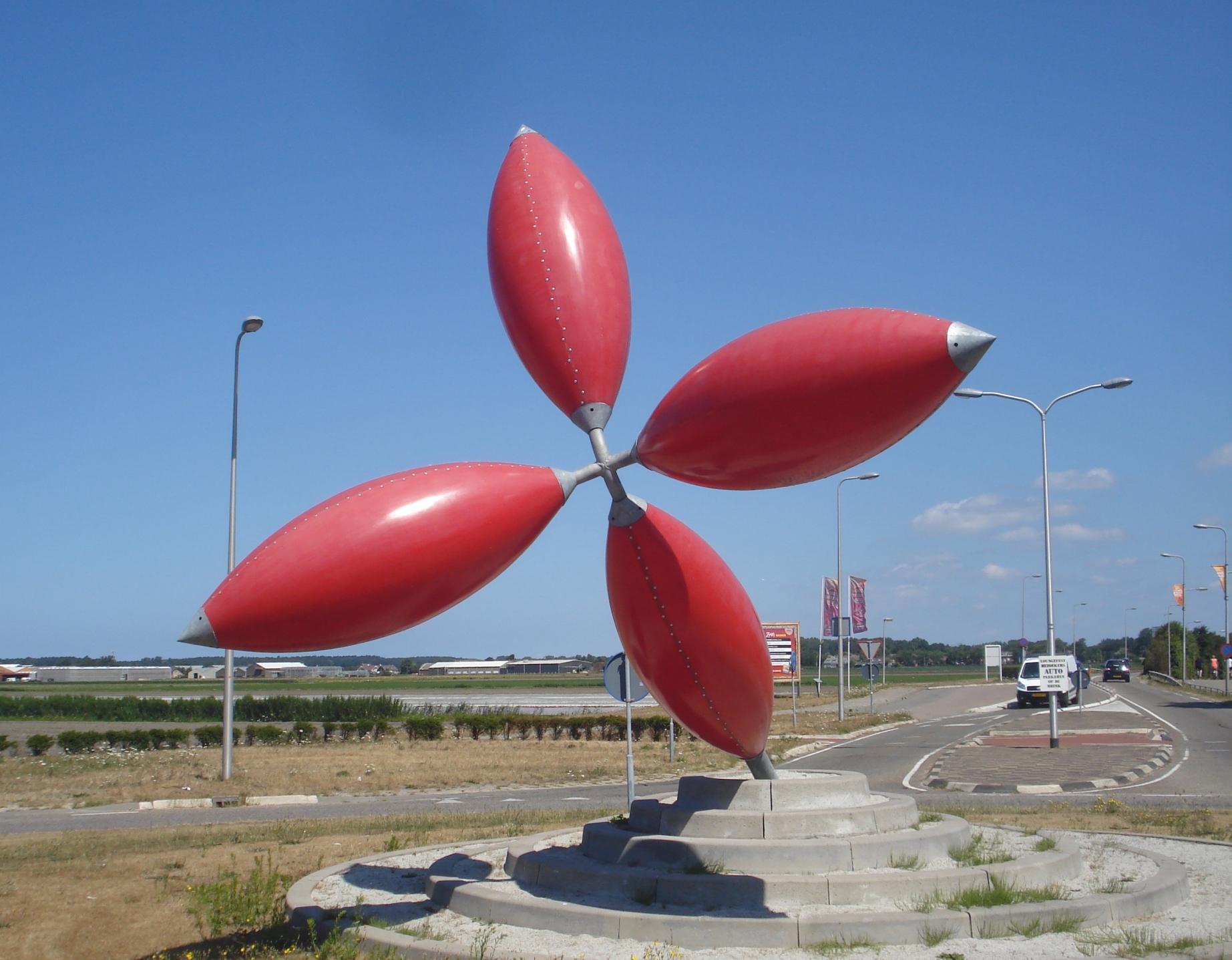
Rode Zon (2014), Noordwijkerhout